# Легенда (фильм, 2015)
«Легенда» (англ. Legend) — кинофильм британско-французского производства, поставленный американским режиссёром Брайаном Хелгелендом по мотивам книги Джона Пирсона «Искусство жестокости: взлёт и падение близнецов Крэй», основанный на реальных событиях. Фильм рассказывает историю близнецов Крэй — Рональда и Реджинальда — гангстеров, терроризировавших Лондон в 1960-х годах, о чьей жестокости и неуравновешенности ходили легенды. Сюжет охватывает период от начала их преступной карьеры до тюремного заключения в 1969 году. Премьера в Великобритании — 9 сентября 2015 года, в России — 1 октября. Фильм вышел на экраны в сентябре и побил рекорды традиционных бокс-офисов. Первый раз за историю английского кино «Легенда» собрала 5,18 миллионов фунтов (8 миллионов долларов) и вошла в список самых кассовых фильмов Англии.

## Сюжет
Реджи Крэй, бывший боксер, являлся важной частью уголовного подполья в 1960 году в Лондоне. В начале фильма его брат-близнец Рональд, гей, страдающий параноидной шизофренией, содержится в психиатрической лечебнице. Реджи удаётся потянуть за нужные ниточки, чтобы получить преждевременное освобождение своего брата, который затем быстро освобождается из лечебницы. Два брата объединяют свои усилия в борьбе за большую часть уголовного мира Лондона.
Одной из первых совместных попыток является получение контроля над местным ночным клубом, используя вымогательство и жестокое насилие. Реджи удаётся начать отношения с Фрэнсис, сестрой своего водителя, и это приводит к браку, однако его заключают в тюрьму за предыдущие криминальные деяния, от которых он не может уклониться.
В то время как Реджи находится в тюрьме, психиатрические проблемы и жестокость Рональда приводят к тяжёлым неудачам в ночном клубе. Клуб вынужден почти закрыться после того, как он отпугивает большинство посетителей. Когда Реджи наконец-то вышел из тюрьмы, им удаётся частично исправить ситуацию.
Снова вместе, братья заключили сделку с преступным синдикатом из США в лице Анджело Бруно из Филадельфии, который предложил разделить прибыли игорных заведений Лондона пятьдесят на пятьдесят в обмен на местную защиту от братьев Крэй. Первоначально эта система является весьма прибыльной для братьев. Тем не менее, насилие Рональда продолжает вызывать проблемы со Скотланд-Ярдом, который открывает полное расследование на братьев Крэй.
Фрэнсис всё больше не нравится бандитский образ жизни мужа, что приводит к ссорам, в ходе одной из которых Реджи избивает и насилует жену, вынуждая её уйти. Реджи пытается вернуть её, и даже покупает два билета на Ибицу, чтобы отдохнуть и восстановить отношения, однако Фрэнсис решает «освободить» себя передозировкой лекарственных препаратов.
Их преступная деятельность продолжается, и братья не могут сдержать расследование Скотланд-Ярда в лице детектива суперинтенданта Леонарда Рида, который вскоре арестовывает Рональда. Финальная сцена показывает полицейский отряд, который ломает дверь в квартиру Реджи, чтобы задержать его. Остаток жизни он носил при себе те два билета на Ибицу, доказывающие, что он так и не смирился с самоубийством Фрэнсиc.
Заключительные титры показывают что оба брата получили длительные тюремные сроки за убийство. Они умерли с разницей в несколько лет: Ронни от сердечного приступа в 1995 году, Реджи от рака в 2000 году.

## В ролях
- Том Харди[9] — Рональд (Ронни) и Реджинальд (Реджи) Крэй[10].
- Эмили Браунинг — Френсис Ши[11][12], жена Реджи Крэя.
- Колин Морган — Фрэнки Ши[13], водитель Реджи, старший брат Френсис[14].
- Пол Беттани — Чарли Ричардсон, лондонский гангстер.
- Дэвид Тьюлис — Лесли Пэйн[11], деловой управляющий братьев Крэй.
- Анейрин Барнард — Дэвид Бейли[15], модный фотограф.
- Пол Андерсон — Альберт Донохью, помощник Ронни и Реджи[16], заместитель Реджи.
- Кристофер Экклстон — Леонард (Ниппер) Рид[11], детектив, ведущий дело братьев Крэй[17].
- Чезз Палминтери — Анжело Бруно[11], глава мафии Филадельфии, друг и партнёр братьев Крэй[18].
- Тара Фицджеральд — миссис Ши[11]
- Тэрон Эджертон — Эдвард (Безумный Тедди) Смит[19], любовник Ронни Крэя.

## Награды и номинации
- 2016 — номинация на премию «Спутник» за лучшую мужскую роль (Том Харди)
- 2016 — номинация на премию «Сатурн» за лучший международный фильм